# Slavnosti pětilisté růže

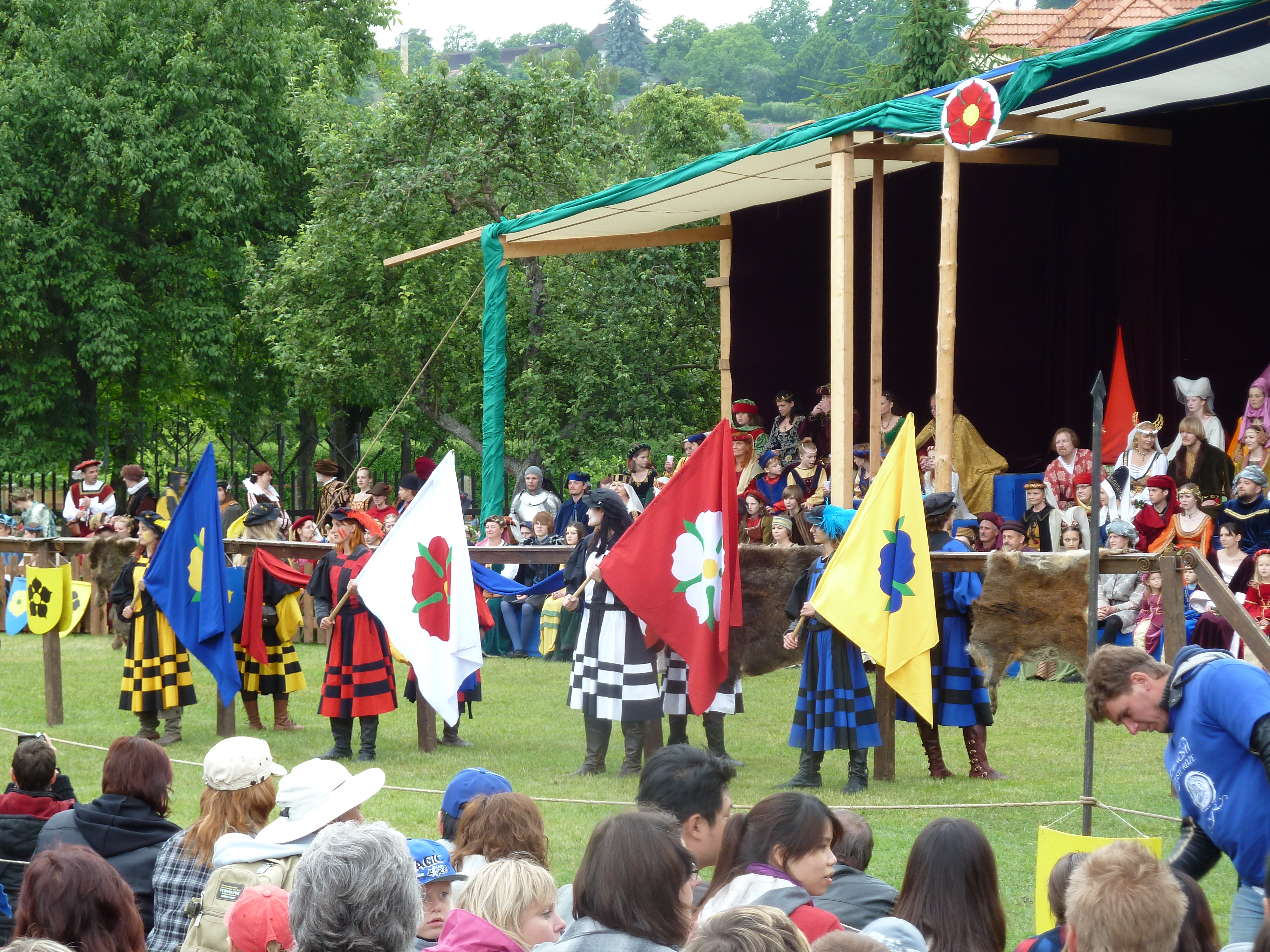
Znaky růže

Slavnosti pětilisté růže jsou oslavy historie města Český Krumlov v okrese Český Krumlov, které jsou situovány do 16. století, tedy do doby, kdy v jižních Čechách panovali poslední potomci rodu Rožmberků. Účastníci akce si připomínají zejména poslední zástupce tohoto rodu, Viléma a Petra Voka z Rožmberka, za jejichž vlády dosáhlo nejen město Český Krumlov, ale také celý jih Čech velkého rozkvětu.
Jednotlivé ročníky jsou tematicky orientované podle významných událostí spojených s tímto rodem a městem. Novodobá historie slavností započala v roce 1990. Slavnosti významně napomáhají místnímu obchodu.

## Slavnostní průvod
Největší akcí je slavnostní průvod. Lze se ho zúčastnit v půjčených kostýmech. Mnoho pravidelných návštěvníků však na akci již tradičně přijíždí v kostýmech vlastních. Je to mimořádný zážitek vyhledávaný zahraničními turisty (např. z Rakouska, Německa či Japonska). Počet kostýmovaných účastníku průvodu je kolem 1500. Až 700 umělců účinkuje v téměř devadesáti doprovodných programech, tržnice sestává ze 100 dobových stánků. Návštěvnost se pohybuje kolem 25 000 osob.

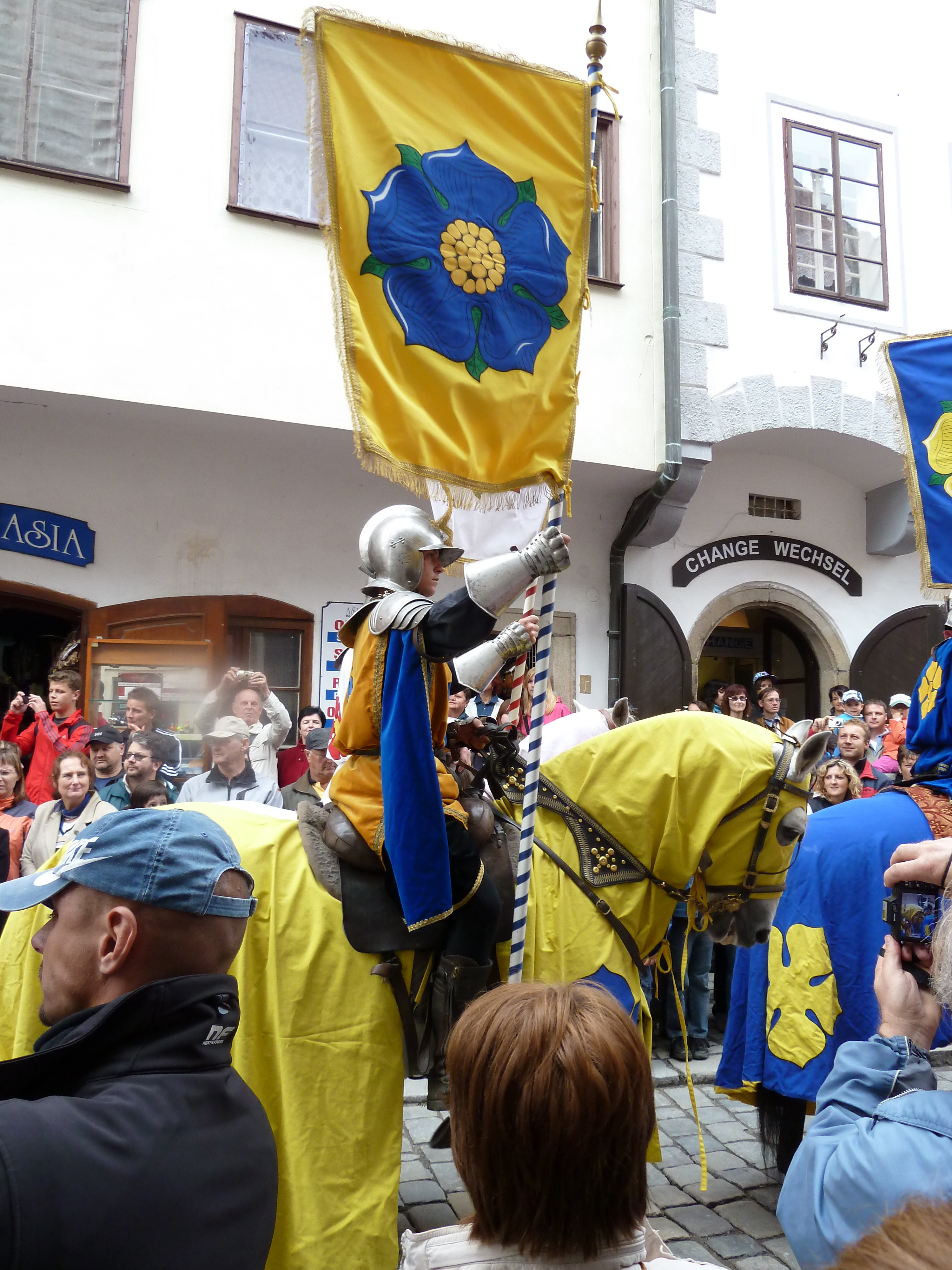
Průvod Krumlov jezdec

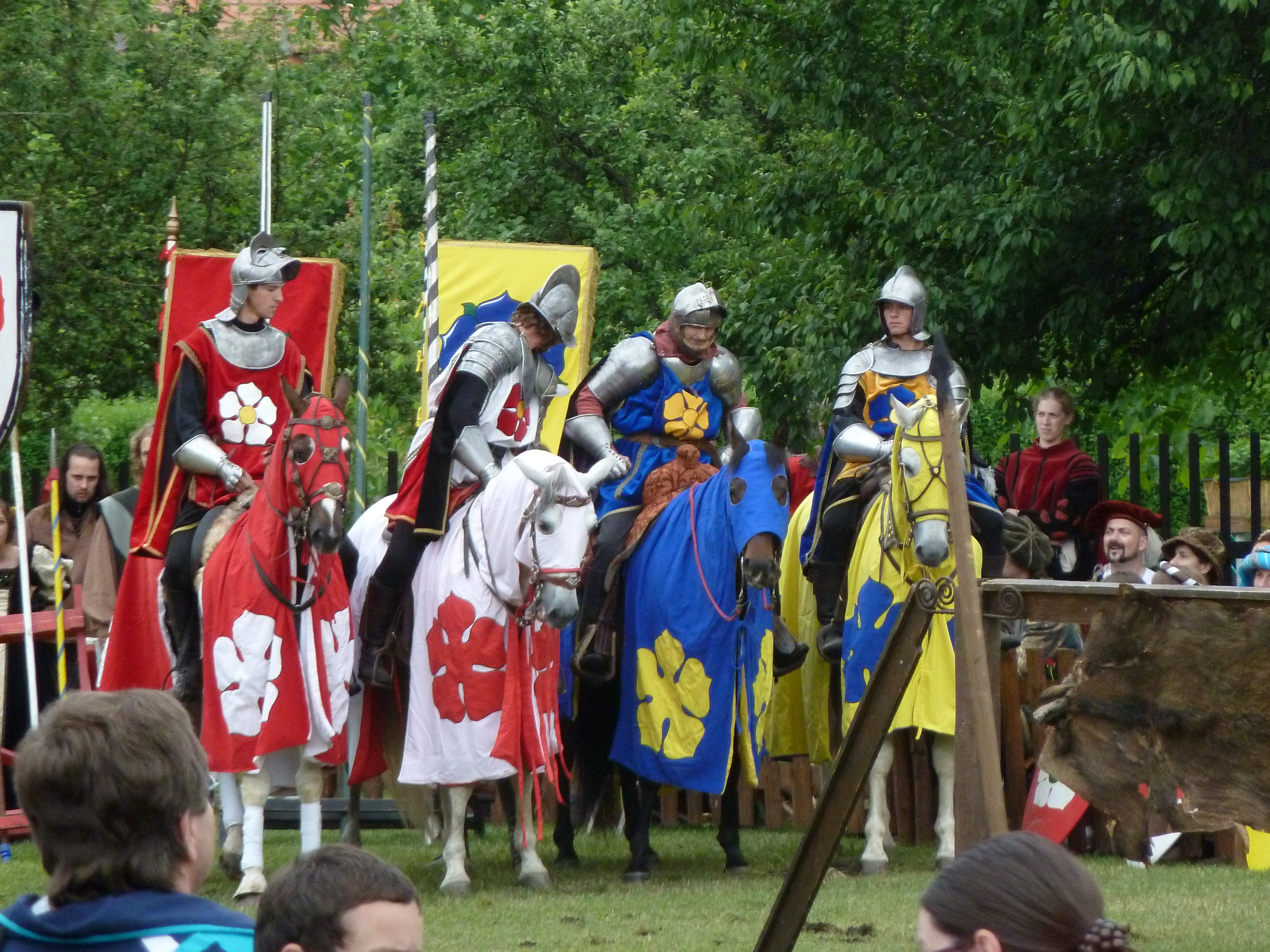
Jezdci růží

## Turnaj růží
Jako páni růží je označován rod Vítkovců založený Vítkem z Prčice. Ve funkci zemské správy se mu podařilo nashromáždit velký majetek. Dle pověsti jej rozdělil mezi své syny takto:
- nejstarší syn Jindřich získal panství Hradec (dnes Jindřichův Hradec) a spolu s ním rodový erb se zlatou růží v modrém poli
- mladší Vilém získal panství Třeboň a spolu s ním erb se stříbrnou růží v červeném poli
- třetí syn Smil získal panství strážské a erb s modrou růží ve zlatém poli
- předposlední Vok získal Rožmberk a Český Krumlov a spolu s ním rodový erb s červenou růží ve stříbrném poli
- nevlastní syn Sezima získal panství Ústí (dnes Sezimovo Ústí) a erb s černou růží

## Vybrané tradiční akce
- Slavnostní průvod v dobových kostýmech
- Campanello – renesanční tance z dvorů významných evropských panovníků
- Turnaj růží – rytířský turnaj připomínající legendu Dělení růží.
- Živé šachy s živými figurami na šachovnici 12 x 12 metrů
- slavnostní ohňostroj nad městem
- během slavností je také možné navštívit kostýmované prohlídky na Státním hradu a zámku Český Krumlov

## Ocenění
Slavnosti pětilisté růže byly oceněny cenou Akce roku 2010 v České republice v soutěži Kudy z nudy.